# Zygmunt Bezucha
Zygmunt August Bezucha (ur. 22 kwietnia 1912 w Sanoku, zm. wiosną 1940 w Katyniu) – podporucznik rezerwy piechoty Wojska Polskiego, aspirant Straży Granicznej, technik leśnictwa, ofiara zbrodni katyńskiej.

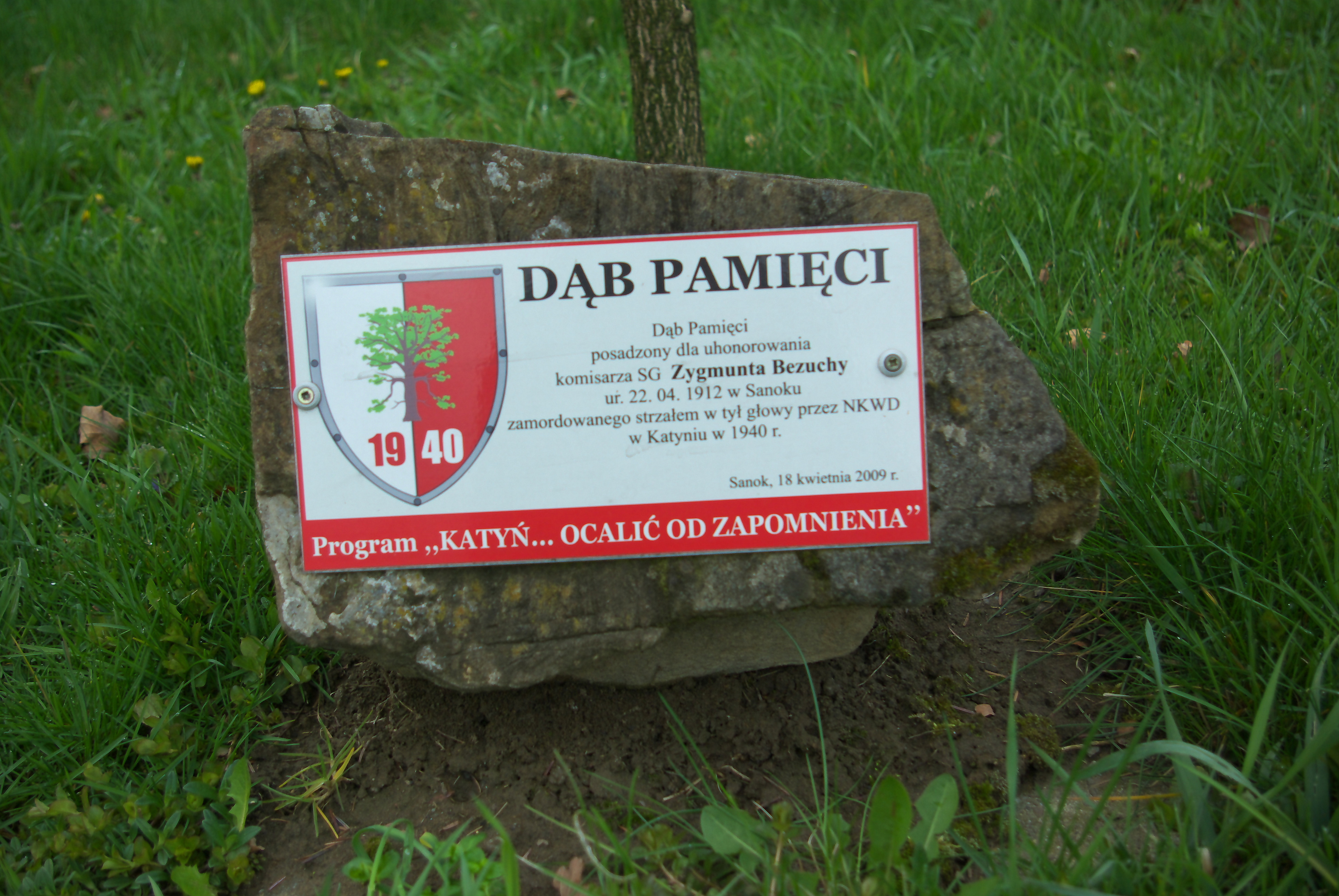
Kamień przy Dębie Pamięci honorującym Zygmunta Bezuchę w Sanoku

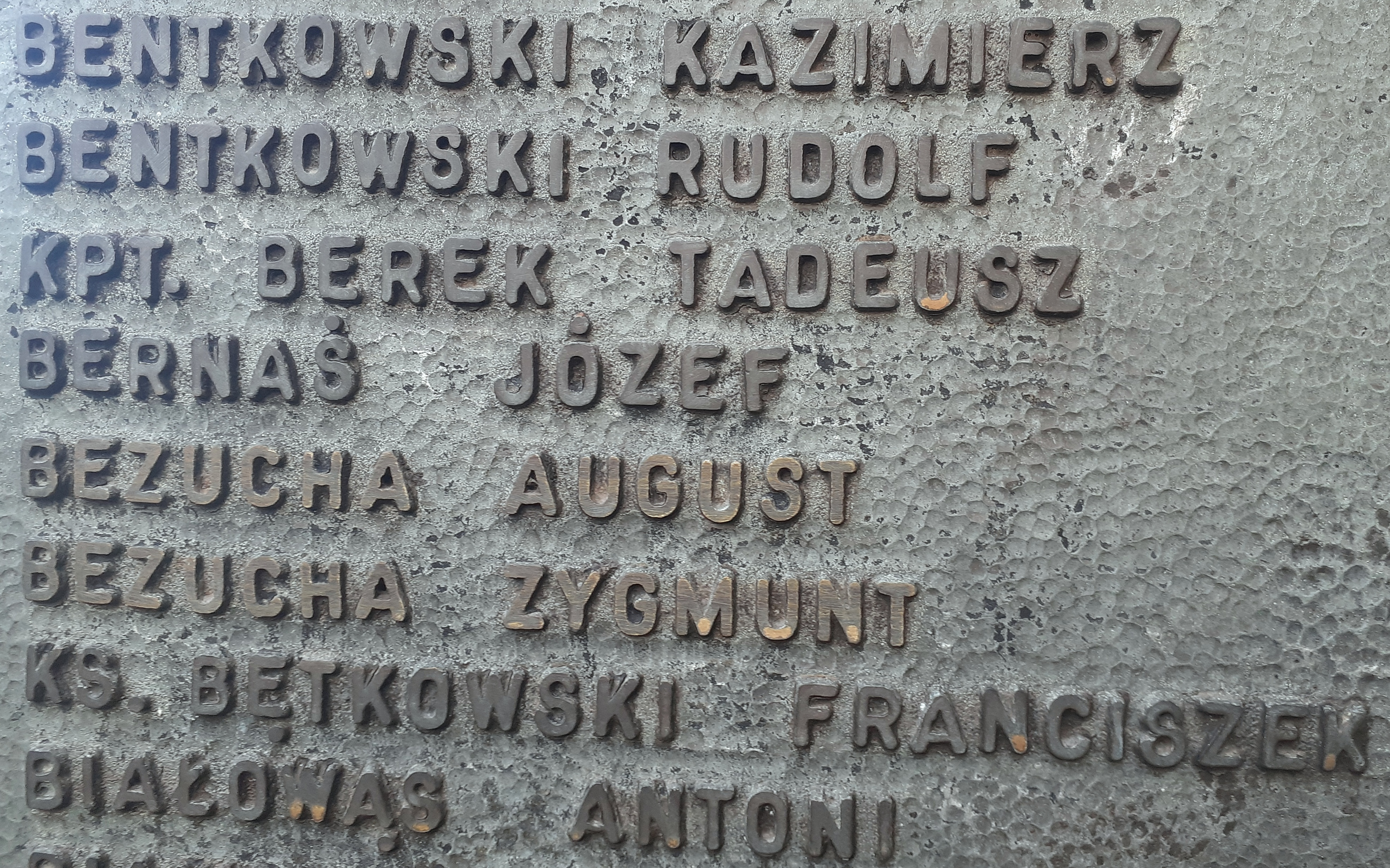
Upamiętnienie na Mauzoleum w Sanoku

## Życiorys
Urodził się 22 kwietnia 1912 w Sanoku. Był synem Augusta (1871–1945, w sierpniu 1907 przeniesiony z Jabłonowa do Sanoka, sędzia, adwokat i radny miejski) i Amalii z domu Obmińskiej (1879–1951). Zygmunt Bezucha rozpoczął naukę w Państwowym Gimnazjum Męskim w Sanoku (w IV klasie podczas roku szkolnego 1926/1927 w dniu 19 grudnia 1926 wystąpił ze szkoły), później tymczasowo uczył się w Przemyślu i Gimnazjum Państwowym w Brzozowie, po czym powrócił do sanockiego gimnazjum, ukończył VIII klasę i zdał egzamin dojrzałości 20 czerwca 1933 (w jego klasie byli m.in. Edward Czech, Mieczysław Przystasz, Stefan Stefański, Mieczysław Suwała).
Następnie otrzymał powołanie do odbycia służby wojskowej, po czym delegowano go na kurs dywizyjny dla rezerwistów w 5 pułku Strzelców Podhalańskich w Przemyślu w wymiarze jednego roku, który ukończył 17 września 1934 jako plutonowy podchorąży rezerwy piechoty. Później dwa razy był skierowany na ćwiczenia w wymiarze kilku tygodni: do 2 pułku Strzelców Podhalańskich w rodzinnym Sanoku w połowie 1935 oraz do 48 pułku piechoty Strzelców Kresowych w Stanisławowie na przełomie 1938/1939 (przeniesiony tam w 1937). Po ćwiczeniach w Sanoku w 1935 został awansowany do stopnia podporucznika ze starszeństwem z dniem 1 stycznia 1936.
Był technikiem leśnictwa. Studiował prawo. W późniejszym czasie został uzyskał stopień aspiranta Straży Granicznej. W tej randze zmobilizowany do służby w SG w Sanoku, po wybuchu II wojny światowej i agresji ZSRR na Polskę na terenach wschodnich II Rzeczypospolitej został aresztowany przez Sowietów. Był przetrzymywany w obozie w Kozielsku, skąd jego rodzina otrzymała od niego list z 17 grudnia 1939 (Zygmunt wspomina w nim o swojej narzeczonej Jadwidze). O jego pobycie w obozie wspomniał kolega szkolny Zdzisław Peszkowski.
4 kwietnia 1940 Zygmunt Bezucha został zabrany w jednym z pierwszych transportów do Katynia (wspomina o tym w swoim pamiętniku znający Zygmunta Bezuchę inny przetrzymywany, Zbigniew Przystasz, brat Mieczysława, także pochodzący z Sanoka) i rozstrzelany przez funkcjonariuszy Obwodowego Zarządu NKWD w Smoleńsku oraz pracowników NKWD przybyłych z Moskwy na mocy decyzji Biura Politycznego KC WKP(b) z 5 marca 1940. Zamordowanych w tym miejscu jeńców grzebano w bezimiennych mogiłach zbiorowych, gdzie od 28 lipca 2000 mieści się oficjalnie Polski Cmentarz Wojenny w Katyniu. Prowadzone tu były ekshumacje i prace archeologiczne. W 1943 jego ciało zostało zidentyfikowane w toku ekshumacji prowadzonych przez Niemców pod numerem 2210, a przy zwłokach zostały odnalezione legitymacja oficerska, dowód osobisty, fotografia, wieczne pióro, figurka małej sowy. Figuruje na liście wywózkowej z 1 kwietnia 1940.

### Życie prywatne
Zygmunt był jednym z dziesięciorga dzieci Bezuchów: Jan (1908–1992), Tadeusz (1909–1924), Zygmunt, August Wacław (ur. 1916), Maria (ur. 1900, od 1928 zamężna z radcą NIK, Julianem Sołtykiem), Zofia Barbara (ur. 1902, od 1924 zamężna z mjr. Andrzejem Bogaczem, matka Kazimierza), Jadwiga (1904–1935, od 1927 zamężna z inż. roln. Tadeuszem Stanisławem Kościuszką, nauczycielka), Stanisława (ur. 1905, od 1929 zamężna z Janem Łuczkiewiczem, urzędnikiem bankowym), Stefania (ur. 1906, po mężu Drabczyńska), Anna (1918–1996, po mężu Kaczor). Wspólnie z bratem Janem (1908–1992) uprawiali tenis. Rodzina zamieszkiwała przy ówczesnej ulicy Antoniego Małeckiego 4 (obecnie ulica generała Władysława Sikorskiego).

## Upamiętnienie
Podczas „Jubileuszowego Zjazdu Koleżeńskiego b. Wychowanków Gimnazjum Męskiego w Sanoku w 70-lecie pierwszej Matury” 21 czerwca 1958 jego nazwisko zostało wymienione w apelu poległych w obronie Ojczyzny w latach 1939-1945 oraz na ustanowionej w budynku gimnazjum tablicy pamiątkowej poświęconej poległym i pomordowanym absolwentom gimnazjum.

W 1962 Zygmunt Bezucha został upamiętniony wśród innych osób wymienionych na jednej z tablic Mauzoleum Ofiar II Wojny Światowej na obecnym Cmentarzu Centralnym w Sanoku.
5 października 2007 minister obrony narodowej Aleksander Szczygło mianował go pośmiertnie na stopień porucznika. Awans został ogłoszony 9 listopada 2007 w Warszawie, w trakcie uroczystości „Katyń Pamiętamy – Uczcijmy Pamięć Bohaterów”.
18 kwietnia 2009, w ramach akcji „Katyń... pamiętamy” / „Katyń... Ocalić od zapomnienia”, w tzw. Alei Katyńskiej na Cmentarzu Centralnym w Sanoku zostało zasadzonych 21 Dębów Pamięci, w tym upamiętniający Zygmunta Bezuchę (zasadzenia dokonali bratanica Małgorzata Śmiałowska oraz mjr Witold Kasperski, zastępca Komendanta Placówki Straży Granicznej w Sanoku).